# José María Pino Suárez (Jalisco)
José María Pino Suárez es una localidad del estado mexicano de Jalisco. Es parte del municipio de Tomatlán.

## Toponimia
El nombre de la población rinde homenaje a José María Pino Suárez, vicepresidente de México desde 1911 hasta su asesinato en 1913.

## Demografía
| Gráfica de evolución demográfica |
|                                  |

| Censo | Población |
| ----- | --------- |
| 1980  | 684       |
| 1990  | 841       |
| 2000  | 2 129     |
| 2010  | 2 554     |
| 2020  | 3 160     |